# アルフレッド・ディーキン
アルフレッド・ウィリアム・ディーキン（Alfred William Deakin 、1856年8月3日 - 1919年10月7日）は、オーストラリアの政治家、 第2代首相。

## 政治活動
イギリス移民の家に育ちメルボルン大学で法律を学ぶ、ジャーナリストを経て保守派として政治活動を行う。1901年にオーストラリア連邦が成立し、また移民制限法などが制定されていくなか、エドモンド・バートン初代首相がイギリス植民地相ジョセフ・チェンバレンの提案を受け、日本人優遇措置を構想していた。チェンバレンがバートンに提案したのにはロシア南下対策の一環としての日英同盟・日英関係が背景にあった。ディーキンは「日本人は優秀であるがゆえに危険であり、排除されねばならない」とする日本脅威論の代表的な論客として、バートンの対日政策を撤回させた。